# Hypergamie
Hypergamie (abgeleitet von altgriechisch hyper „über“, und gamos „Hochzeit, Ehe“) ist ein Begriff aus der Ethnosoziologie. Er bezeichnet den Aufstieg einer Person in eine höhergestellte soziale Gruppe (Schicht, Klasse oder Kaste) durch Heirat mit einer Person, die einer höheren Statusgruppe angehört. Manche Gruppen oder (ethnische) Gesellschaften haben Heiratsregeln, nach denen eine Frau möglichst einen Mann mit einem sozioökonomischen Status heiraten sollte, der höher ist als ihr eigener. Auch die Familie der Ehefrau versucht dadurch ein höheres Ansehen zu bekommen. In den modernen Gesellschaften bezeichnet Hypergamie einen systematischen Unterschied zwischen Mann und Frau in Paarbeziehungen, etwa dass der Mann in der Regel größer, älter oder statushöher ist.
Hypergame Eheschließungen finden sich meist in Gesellschaften, die sich nach ihren Väterlinien organisieren (patrilinear). Hier bewirkt das Heiraten einer Frau mit niedrigerem Status keinen Prestigeverlust, da gemeinsame Kinder der sozialen Gruppe des Mannes zugerechnet werden. Dieser kann auch wirtschaftliche Vorteile genießen, wenn die Frau als Ausgleich eine höhere Mitgift einbringt. In  geschichteten Gesellschaften kommt Hypergamie vor, um endogame Vorschriften zur Heirat innerhalb der gleichen Gruppe oder Schicht zu umgehen (so im indischen Kastensystem). Bei Adelsfamilien war hypergames Heiraten als morganatische Ehe bekannt („Ehe zur linken Hand“), als Heirat eines Witwers oder von jüngeren Söhnen, wenn die Erbfolge bereits geklärt war und deshalb der niedrigere Status der Ehefrau keine praktische Auswirkung hatte.
 Bei der Hypogamie (altgriechisch hypo „unter, unterhalb“) hat demgegenüber die Frau einen höheren sozialen Status als der Ehemann, wobei in einigen Gesellschaften die Kinder den niedrigeren Status des Vaters übernehmen. Diese Heiratsweise findet sich allerdings häufiger in Gesellschaften, die sich nach ihren Mütterlinien organisieren (matrilinear), bei ihnen behalten die Kinder den Status der Ehefrau.
Hyper- und hypogame Heiratsregeln können Männer und Frauen auch unterschiedlich betreffen, abhängig von jeweiligen Abstammungsregeln und dem Schichtungsgrad der Gesellschaft, sowie von dem Empfinden bestimmter sozialer Gruppen und Schichten, ob die Familie des Ehemannes oder die der Ehefrau als höherrangig angesehen wird. Beide Regeln sind einerseits auswärts gerichtet (exogam), da der Ehepartner außerhalb der eigenen Statusgruppe oder Schicht gesucht wird. Andererseits wirken sie zusammen mit inwärts gerichteten Regeln (endogam), beispielsweise soll der Ehepartner dem eigenen Stamm oder Volk oder derselben örtlichen Gruppierung angehören. Hyper- und Hypogamie sind Formen der anisogamen Heirat (zwischen „Ungleichgestellten“), die sich grundsätzlich unterscheidet von der Isogamie (Heirat unter „Gleichgestellten“).